# Höger

En pil som pekar åt höger.

Höger (av äldre svenska hög som isländskans hægur, bekväm) är en relativ riktning relativt människans symmetriaxel, medurs vinkelrät framåt, motsatt vänster.
Höger har traditionellt tillskrivits positiva egenskaper – den högra handen har brukat kallas den "fina handen" med vilken man till exempel hälsar. På många andra språk motsvaras "höger" av ord som betyder "riktig" eller "korrekt". Dexter betyder höger på latin och dexterity betyder mental färdighet och snabbhet, eller fysisk färdighet, speciellt fingerfärdighet på engelska. Right betyder rätt eller höger.
Framåt och bakåt är rumsliga begrepp som ofta associeras med en rörelse eller ett tidsflöde och alltså på ett "naturligt" sätt bär på en inbördes ordning. Begreppen vänster och höger anger inte lika självklart något sådant flöde men då den traditionella, västerländska läsriktningen går från vänster till höger ges en förutfattad riktning som gärna uppfattas som från början mot slutet eller bakifrån och framåt. Historiskt har det också funnits en hierarkisk värdeskala där det viktigaste och mest överlägsna placerats till höger. Kristen ikonografi kopplade mer specifikt öster, solen, liv, mannen och Kristus till höger och väster, månen, döden, kvinnan och djävulen till vänster.
Till sjöss heter det styrbord när man menar ett fartygs högra sida, sett i färdriktningen.